# Augusto Algueró
Augusto Algueró Dasca (23 de fevereiro de 1934 - 16 de janeiro de 2011) foi um compositor, arranjador e maestro espanhol, autor de 200 trilhas sonoras para o cinema e 500 canções.